# Lin Meimei
Lin Meimei (Chinês: 林美媚; pinyin: Línměimèi; Pequim, 26 de novembro de 1997) é uma voleibolista de praia chinesa.

## Carreira
Em 2013 inicia no Circuito Mundial de Vôlei de Praia com Tang Ningya, também terminaram na nona posição no Campeonato Asiático de Vôlei de Praia em Wuhan, estiveram juntas também no Circuito Mundial de 2014 e terminaram na décima sétima posição na edição do Campeonato Mundial Sub-21 em Lárnaca.
A partir de 2015 joga com Yuanyuan Ma nas etapas do circuito mundial, até 2018 competia em torneios nacionais, e neste ano iniciou a parceria com Zhu Lingdi e conquistaram a quarta posição no torneio duas estrelas de Nanjing, ainda obtiveram a nona posição após eliminação nas oitavas de final no Campeonato Asiático de 2018 em Satune no início do Circuito Mundial de 2019 ocuparam a mesma posição no duas estrelas de Zhongwei e na edição do Campeonato Mundial de Vôlei de Praia de 2019 em Hamburgo competiu ao lado de Zeng Jinjin e finalizaram na trigésima sétima colocação.

## Títulos e resultados
- Torneio 2* de Zhongwei do Circuito Mundial de Vôlei de Praia:2019
- Torneio 2* de Nanjing do Circuito Mundial de Vôlei de Praia:2018